# Skogsbatis
Skogsbatis (Batis mixta) är en fågel i familjen flikögon inom ordningen tättingar.

## Utbredning och systematik
Fågeln förekommer i tropiska fuktiga skogar i södra Kenya och norra Tanzania. Den föredrar bergsskogar men i sydöstra Kenya uppträder den även i låglänta skogar i närheten av kusten. Tidigare behandlades mikindanibatis (B. reichenowi) som en underart till skogsbatis och vissa gör det fortfarande. Taxonet ultima behandlades tidigare som underart men ingår numera i nominatformen, medan den tidigare södra populationen av mixta idag kategoriseras som den egna arten iringabatis (B. crypta).

## Status
IUCN kategoriserar arten som livskraftig.